# Università privata Antenor Orrego
L’Università privata Antenor Orrego è un'università peruviana con sede nella città di Trujillo, nella regione La Libertad del Perù.

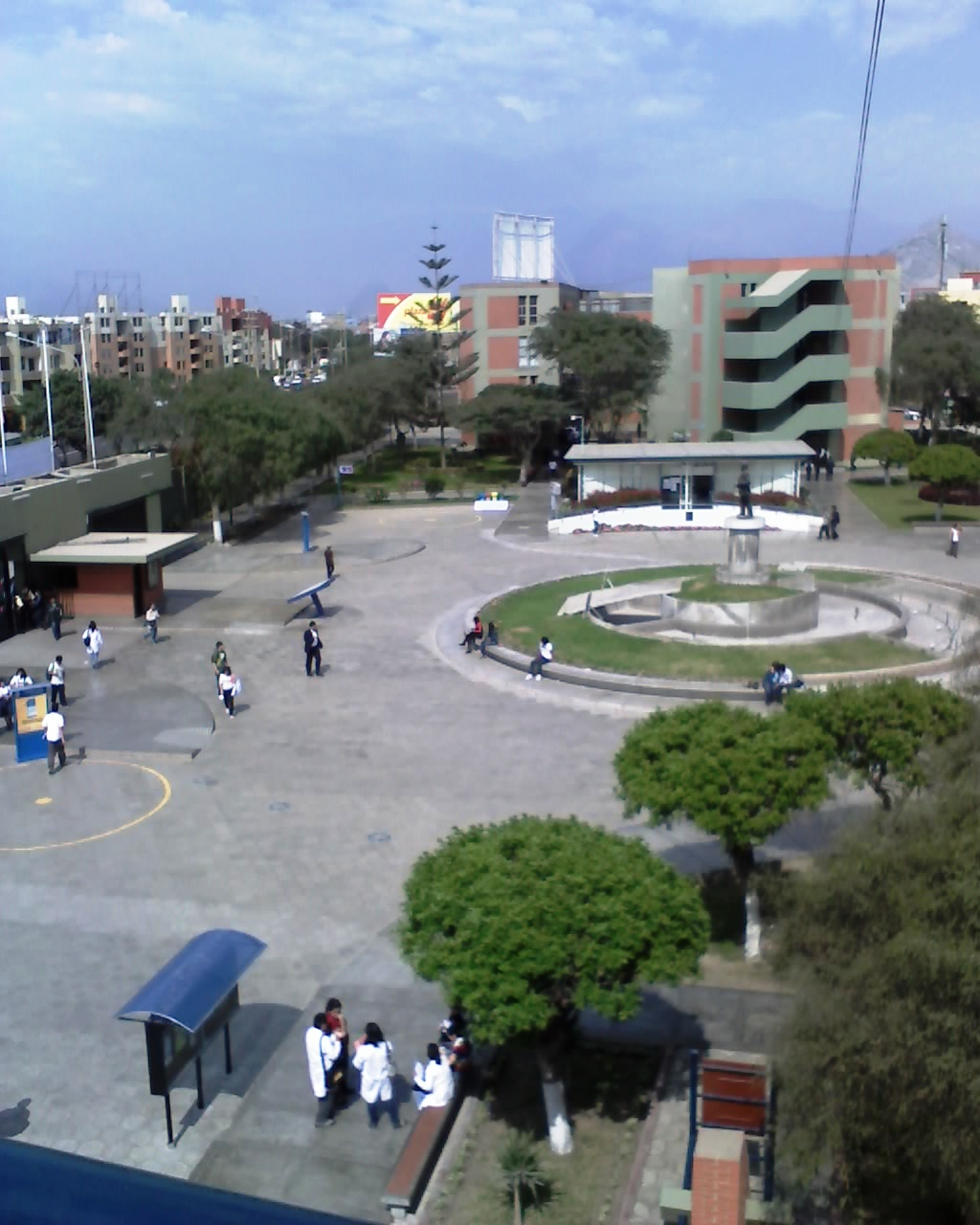
Vista del Campus

## Facoltà di Ingegneria
- Ingegneria delle telecomunicazioni
- Ingegneria del software
- Ingegneria informatica
- Elettrotecnica
- Ingegneria civile

## Facoltà di Architettura, Urbanistica e Arti
- Architettura

## Facoltà di Medicina Umana
- Medicina Umana
- Odontoiatria
- Psicologia